# Alluminio-scandio
Per alluminio-scandio si intende una classe di leghe di alluminio ad alta resistenza contenenti come principale agente legante, appunto, lo scandio.
Questo agente, infatti, ha la capacità di affinare la grana cristallina dell'alluminio e di formare sottili precipitati di formula Al3Sc con un effetto indurente superiore a qualsiasi altro composto intermetallico.
La resistenza di queste leghe è tipicamente del 30-40% superiore all'Ergal (valore questo equiparabile alle leghe di titanio) ed il loro primo utilizzo fu nella costruzione di missili lanciabili da sommergibile ideati dall'URSS e capaci di penetrare anche gli strati di ghiaccio della banchisa polare.
Attualmente, a causa degli alti costi dello scandio, si preferisce sostituire questi materiali con altri a base di titanio dal costo più contenuto.